# Galium triflorum
Galium triflorum, conocido comúnmente por galio perfumado, es una planta herbácea de la familia Rubiaceae.

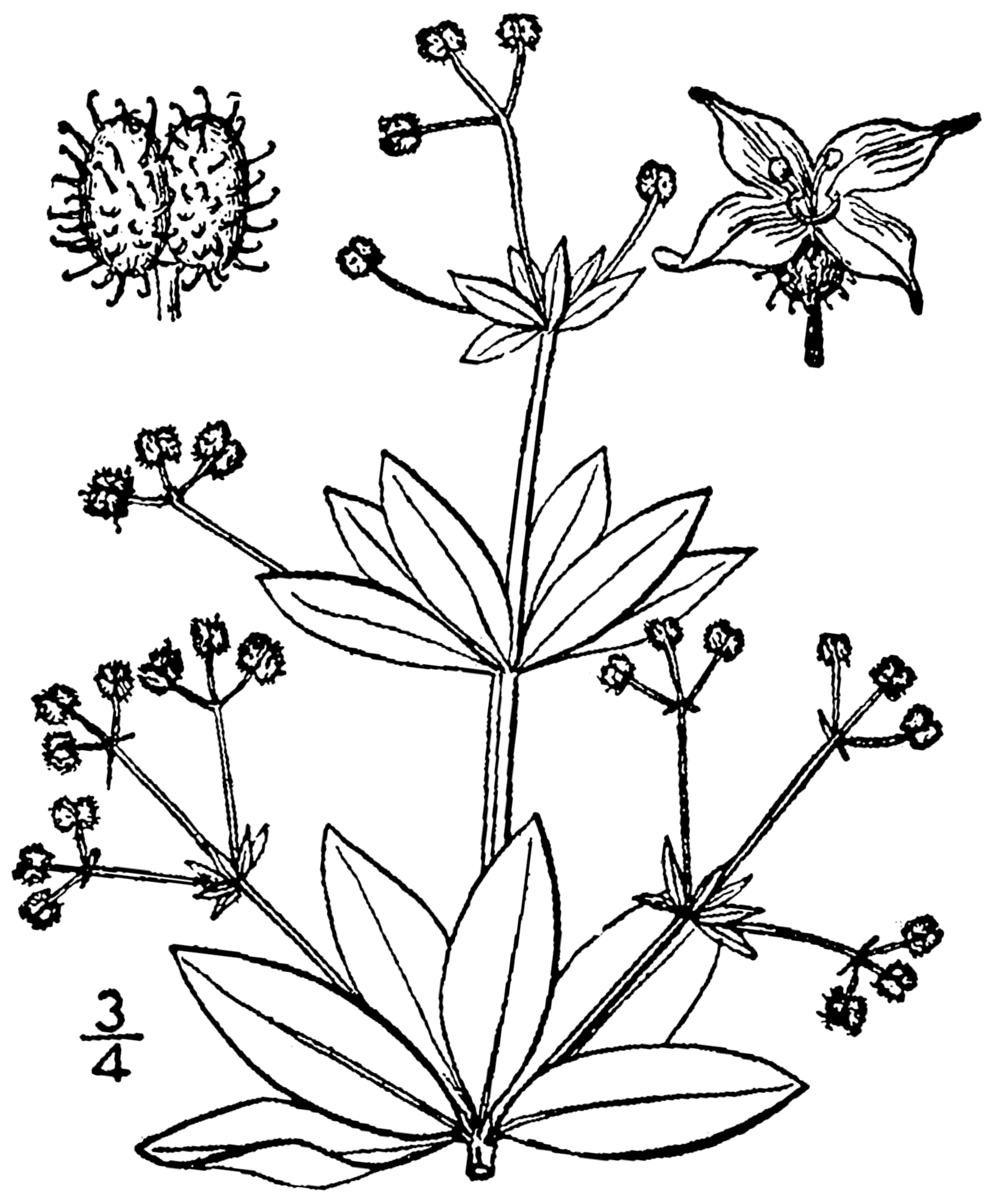
Ilustración

## Distribución
Se encuentra desde Canadá hasta México, N. & NE. de Europa (y los Alpes), oeste de Asia hasta China.

## Descripción
Esta planta es una vid herbácea que se arrastra dentro del bosque con hojas que se elevan sobre rosetones básicas. Tiene seis hojas en roseta debajo del pedúnculo. Cada pedúnculo tiene tres estructuras y una sola bola floral. Los tallos son cuadrados. La vid entera no es muy gruesa, sino bastante áspera para pegarse a la ropa o piel de quien camine entre ellas.

## Taxonomía
Galium triflorum fue descrita por André Michaux y publicado en Flora Boreali-Americana 1: 80, en el año 1803.
Etimología
Galium: nombre genérico que deriva de la palabra griega gala que significa  "leche",  en alusión al hecho de que algunas especies fueron utilizadas para cuajar la leche.
triflorum: epíteto latíno que significa "con tres flores".
Sinonimia
- Galium suaveolens Wahlb. (1812).
- Galium cuspidatum Muhl. (1813).
- Galium brachiatum Pursh (1814).
- Galium longicaule Raf. (1817).
- Galium pennsylvanicum W.P.C.Barton (1818).
- Galium bryophyllum Goldb. ex DC. (1830).
- Galium obovatum Schltdl. & Cham. (1830).
- Galium triflorum var. viridiflorum DC. (1830).
- Galium gratum Wall. (1832), nom. inval.
- Galium jalapense Schltdl. (1835).
- Galium paridifolium Eschsch. ex Ledeb. (1844).
- Galium triflorum var. bryophyllum (Goldb. ex DC.) Nyman (1879).
- Asperula galioides Jacquem. ex Hook.f. (1881).
- Galium triflorum var. asprelliforme Fernald (1935).
- Galium triflorum f. glabrum Leyendecker (1941).
- Galium triflorum f. hispidum Leyendecker (1941).
- Galium triflorum f. rollandii Vict. (1944).[4][5]